# Brévillers (Passo di Calais)
Brévillers è un comune francese di 148 abitanti situato nel dipartimento del Passo di Calais nella regione dell'Alta Francia.

## Società

### Evoluzione demografica
Abitanti censiti